# Calathea spiralis
Calathea spiralis är en strimbladsväxtart som beskrevs av H.A.Kenn. Calathea spiralis ingår i släktet Calathea och familjen strimbladsväxter. Inga underarter finns listade.